# 211021 Johnpercin
211021 Johnpercin este un asteroid din centura principală de asteroizi.

## Descriere
211021 Johnpercin este un asteroid din centura principală de asteroizi. A fost descoperit pe 18 decembrie 2001 la Apache Point Observatory în cadrul programului Sloan Digital Sky Survey. Asteroidul prezintă o orbită caracterizată de o semiaxă mare de 2,24 ua, o excentricitate de 0,05 și o înclinație de 6,8° în raport cu ecliptica.